# Danmarks flotta
Danmarks flotta (danska: Søværnet) är den marina delen av Danska försvaret. Det kallas också Flåden, Marinen eller Kongelige danske marine. 
Flottan grundades av kung Hans år 1510. Från 1690-talet och fram till 1960-talet var den danska flottans verksamhet koncentrerad kring Holmen inne i centrala Köpenhamn.
Den danska flottans personal uppgår till 3 650 personer, varav 200 är värnpliktiga. 

## Uppdrag

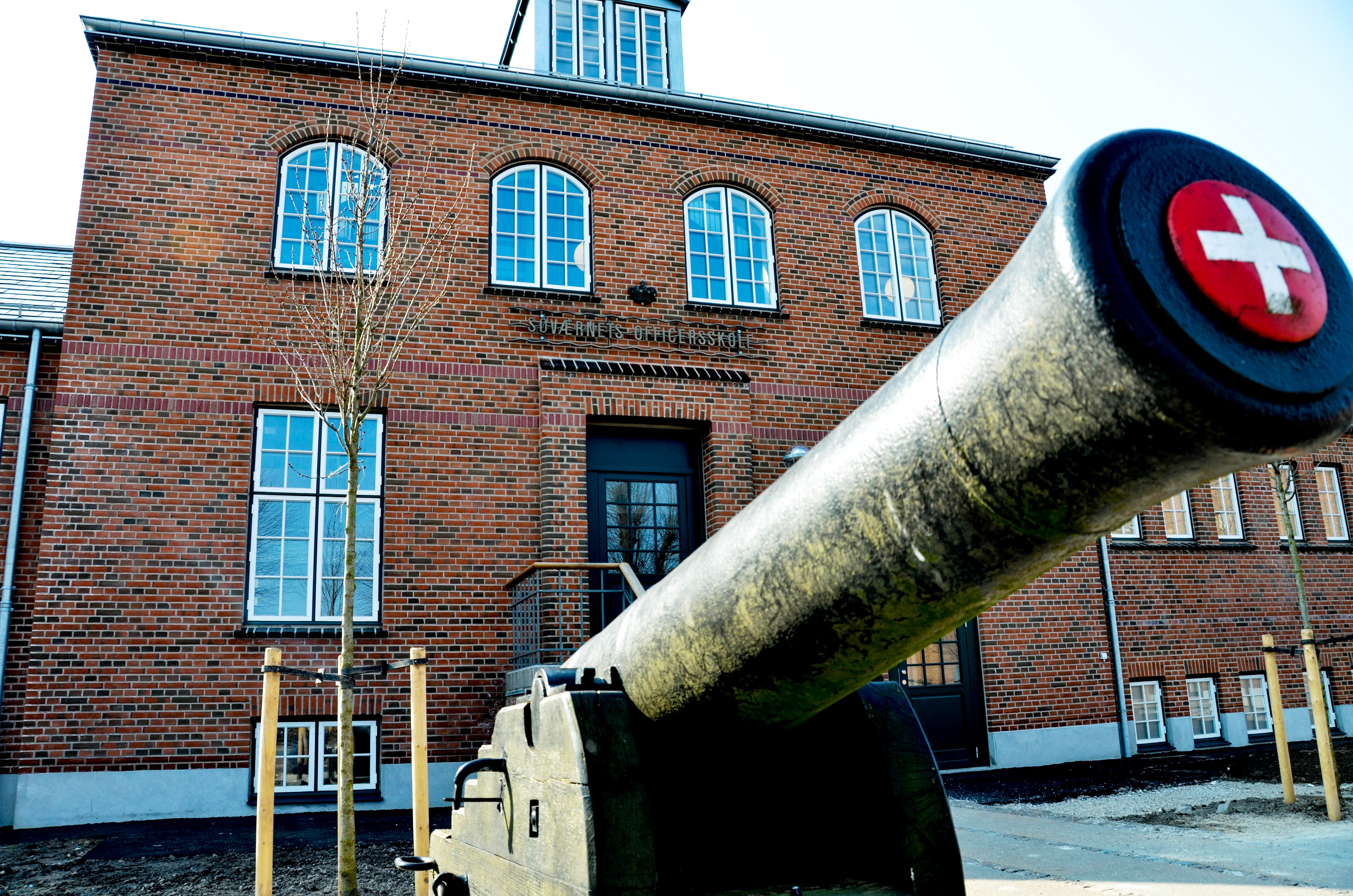
Søværnets Officersskole.

Den danska flottan förfogar över 12 större fartyg (deplacement över 1500 ton), 4 medeltunga fartyg (deplacement mellan 500 och 1500 ton) och 38 mindre fartyg (deplacement mindre än 500 ton). HDMS Absalon (L16) är flottans flaggskepp. Även kungaskeppet Dannebrog och de två skolfartygen Svanen och Thyra samt den tremastade fullriggaren Danmark ingår i flottan.
Till Søværnets arbetsuppgifter hör förutom försvar av Danmark, Grönland och Färöarna även civila uppdrag såsom sjöräddning, övervakning av danska farvatten, oljesanering till havs, isbrytning, minröjning och sjömätning. Enhetens helikoptrar är stationerade på Flyvestation Karup som delar landningsbanor med Midtjyllands Lufthavn.
Sedan 1990-talet har Søværnet två huvudbaser i Frederikshavn och Korsør. Den historiska huvudbasen på Holmen i Köpenhamn nedgraderades 1993 från flådestation till marinestation.

## Gradbeteckningar
Nedan visas den hierarkiska ordningen bland den uniformerade personalen.

### Officerare
| Officersgrader              | Officersgrader | Officersgrader | Officersgrader  | Officersgrader | Officersgrader   | Officersgrader  | Officersgrader  | Officersgrader  | Officersgrader | Officersgrader | Officersgrader      | Officersgrader   |
| NATO-kod                    | OF-9           | OF-8           | OF-7            | OF-6           | OF-5             | OF-4            | OF-3            | OF-2            | OF-1           | OF-1           | OF(D)               | Student Officer  |
| --------------------------- | -------------- | -------------- | --------------- | -------------- | ---------------- | --------------- | --------------- | --------------- | -------------- | -------------- | ------------------- | ---------------- |
|                             |                |                |                 |                |                  |                 |                 |                 |                |                | saknar motsvarighet |                  |
| Admiral                     | Viceadmiral    | Kontreadmiral  | Flotilleadmiral | Kommandør      | Kommandørkaptajn | Orlogskaptajn   | Kaptajnløjtnant | Premierløjtnant | Løjtnant       | Kadet/sergent  |                     |                  |
| Motsvarar i Sveriges flotta | Amiral         | Viceamiral     | Konteramiral    | Flottiljamiral | Kommendör        | Kommendörkapten | Örlogskapten    | Kapten          | Löjtnant       | Fänrik         | Kadett              | Officersaspirant |

### Underofficerare och manskap
|                             |                    |               |             | saknar motsvarighet |          |          |                  |                     |                 | ingen gradbeteckning |
|                             | Chefsergent        | Seniorsergent | Oversergent |                     | Sergent  | Korporal | Marinespecialist | Marineoverkonstabel | Marinekonstabel | Marineelev           |
| Motsvarar i Sveriges flotta | Flottiljförvaltare | Förvaltare    | Fanjunkare  |                     | Sergeant | Korpral  | Vicekorpral      | Sjöman 1kl          | Sjöman          | Rekryt               |

### Mekaniker
Mekaniker är civilanställda tjänstemän med tjänstedräkt i Søværnet.
|                  |                       |                       |           |  |
| Senior mekaniker | Overmekaniker 1. grad | Overmekaniker 2. grad | Mekaniker |  |

## Galleri

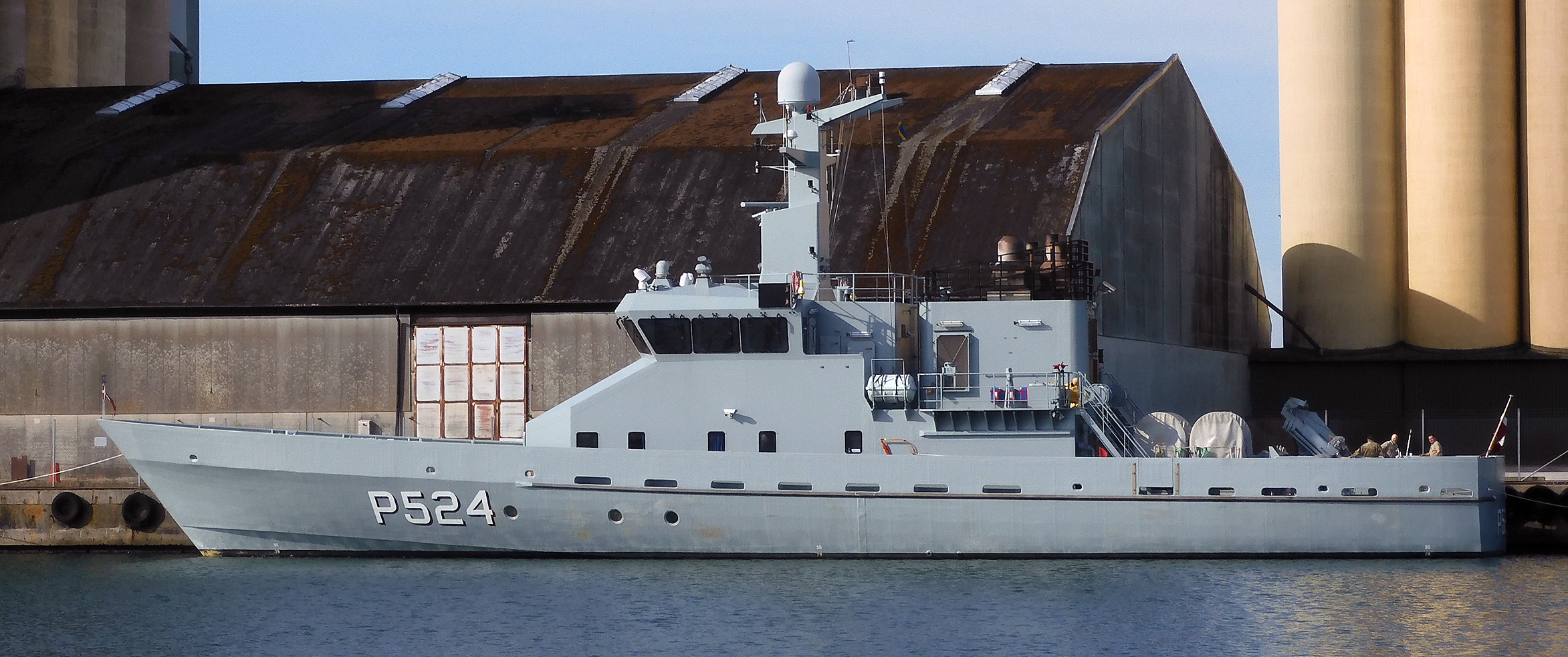
Patrullbåten P524 Nymfen besökte Ystad den 24 april 2025.
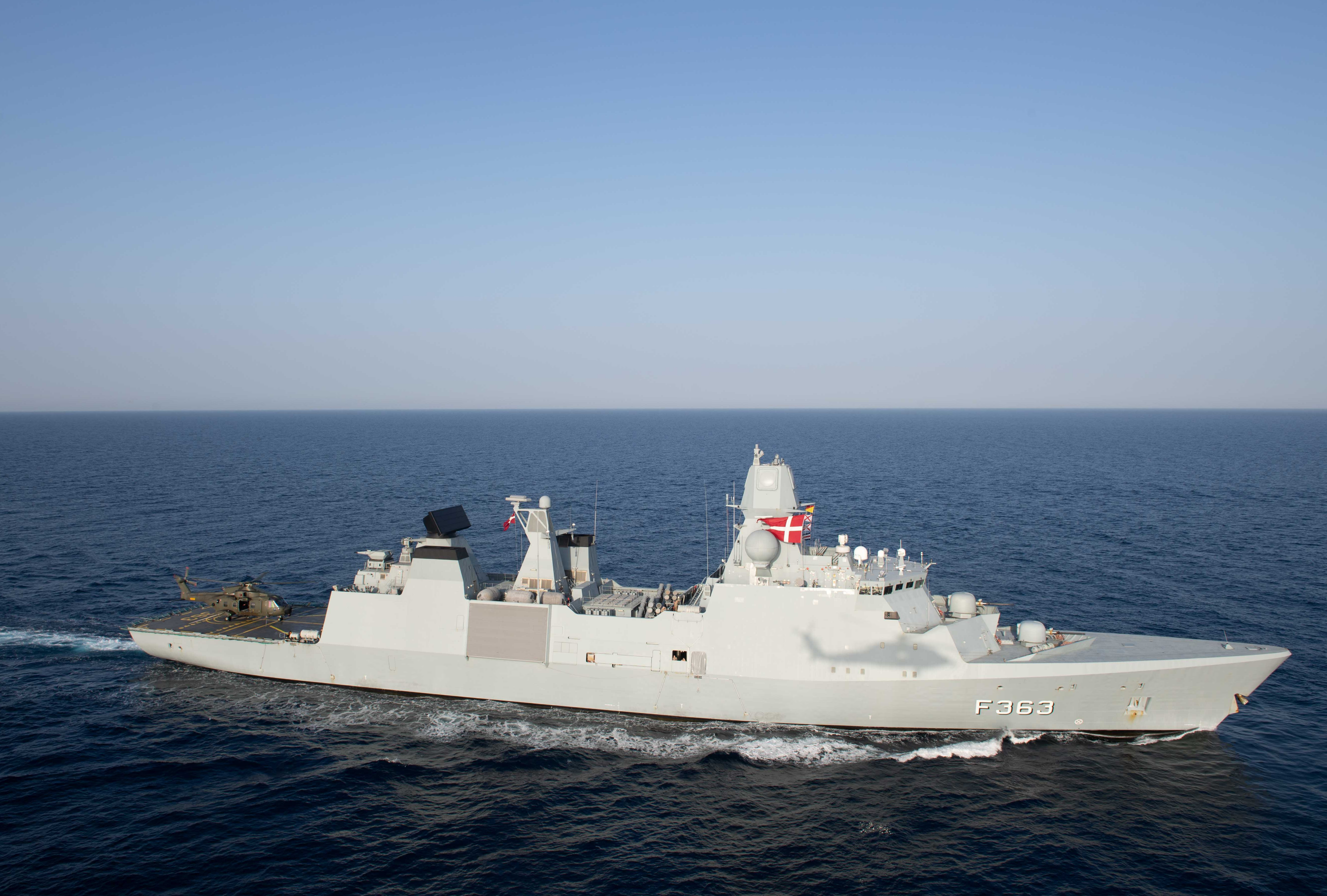
HDMS Niels Juel (F363) (Iver Huitfeldt-klass)
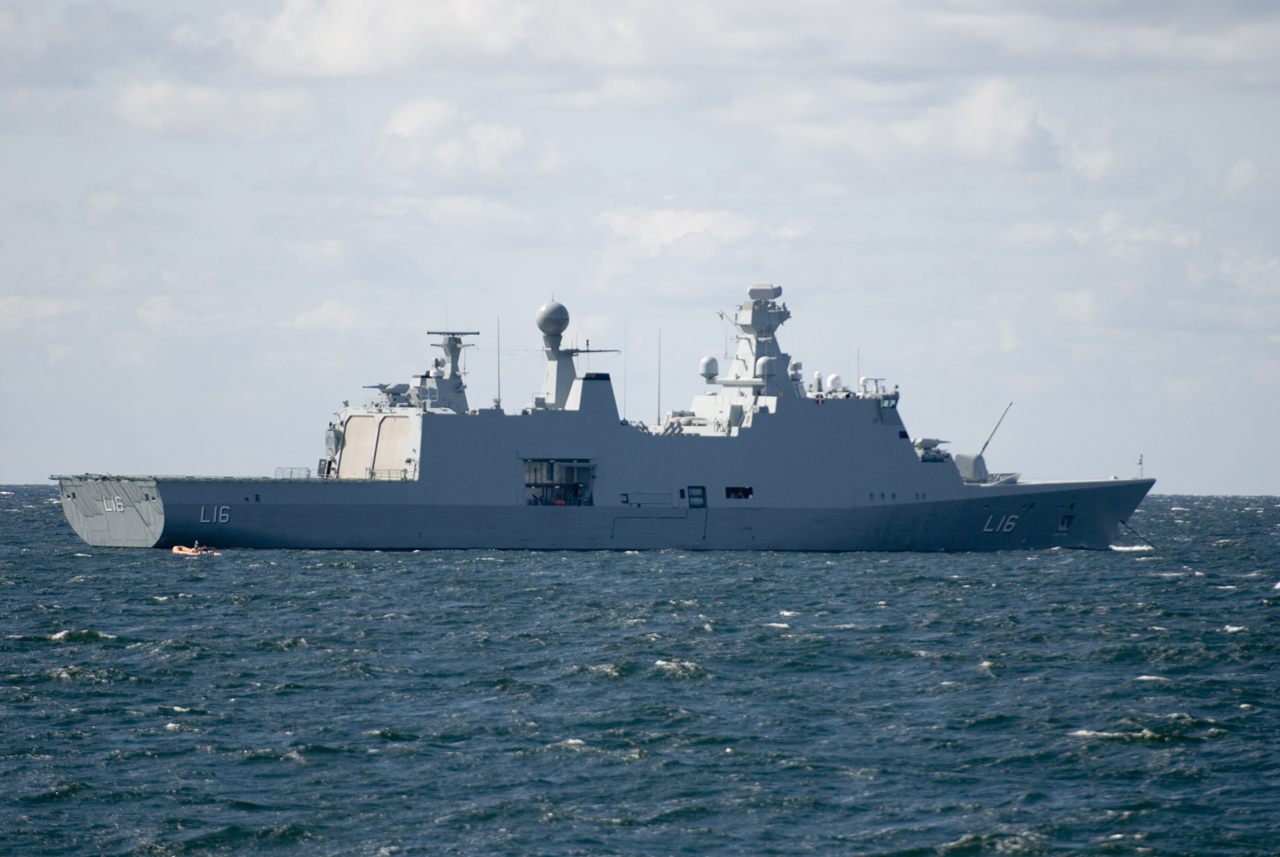
HDMS Absalon (L16) (Absalon-klass).
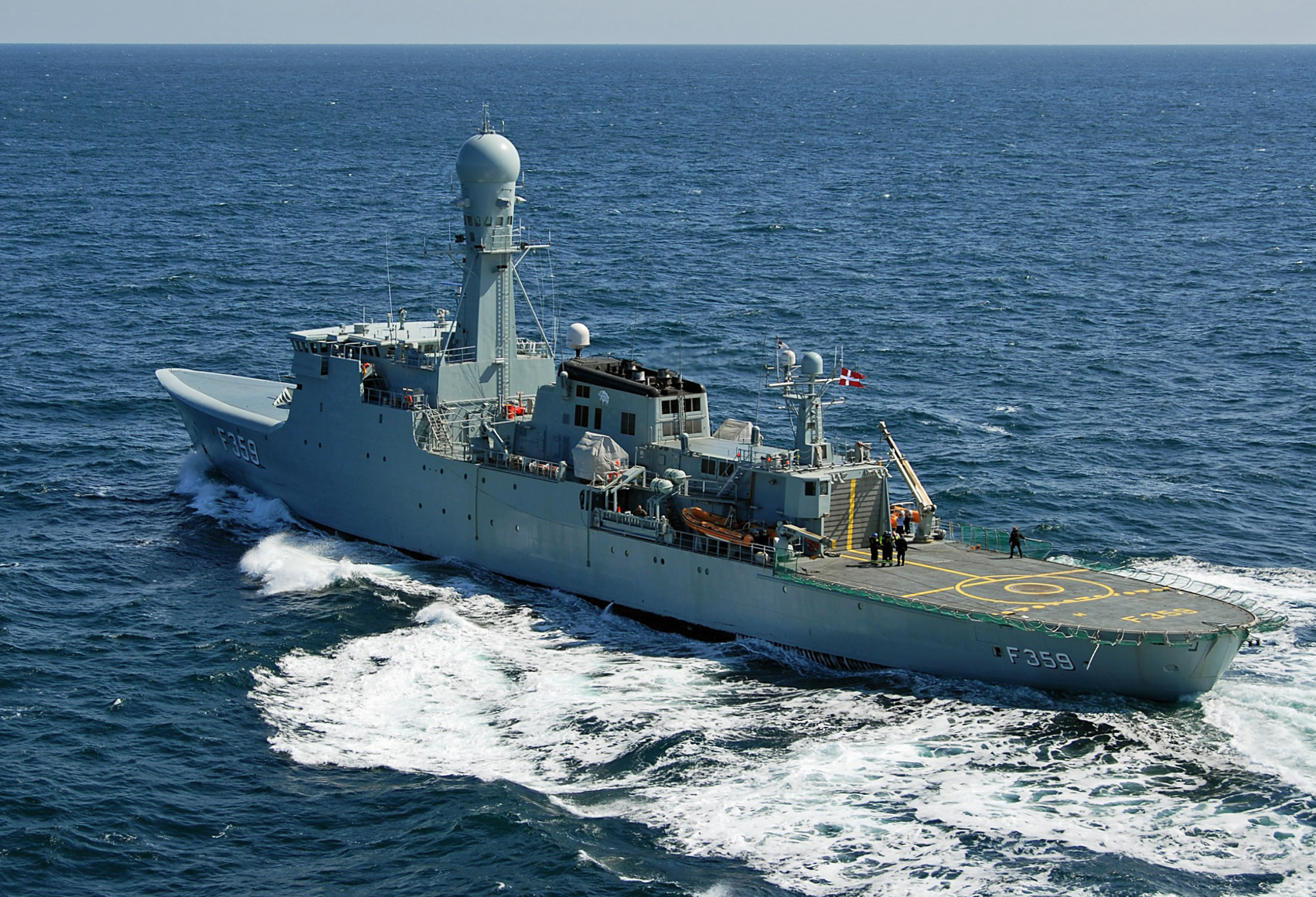
Havsövervakningsfartyget HDMS Vædderen (F359) av Thetis-klass under övning med USA:s kustbevakning i Atlanten, 25 mars 2008.
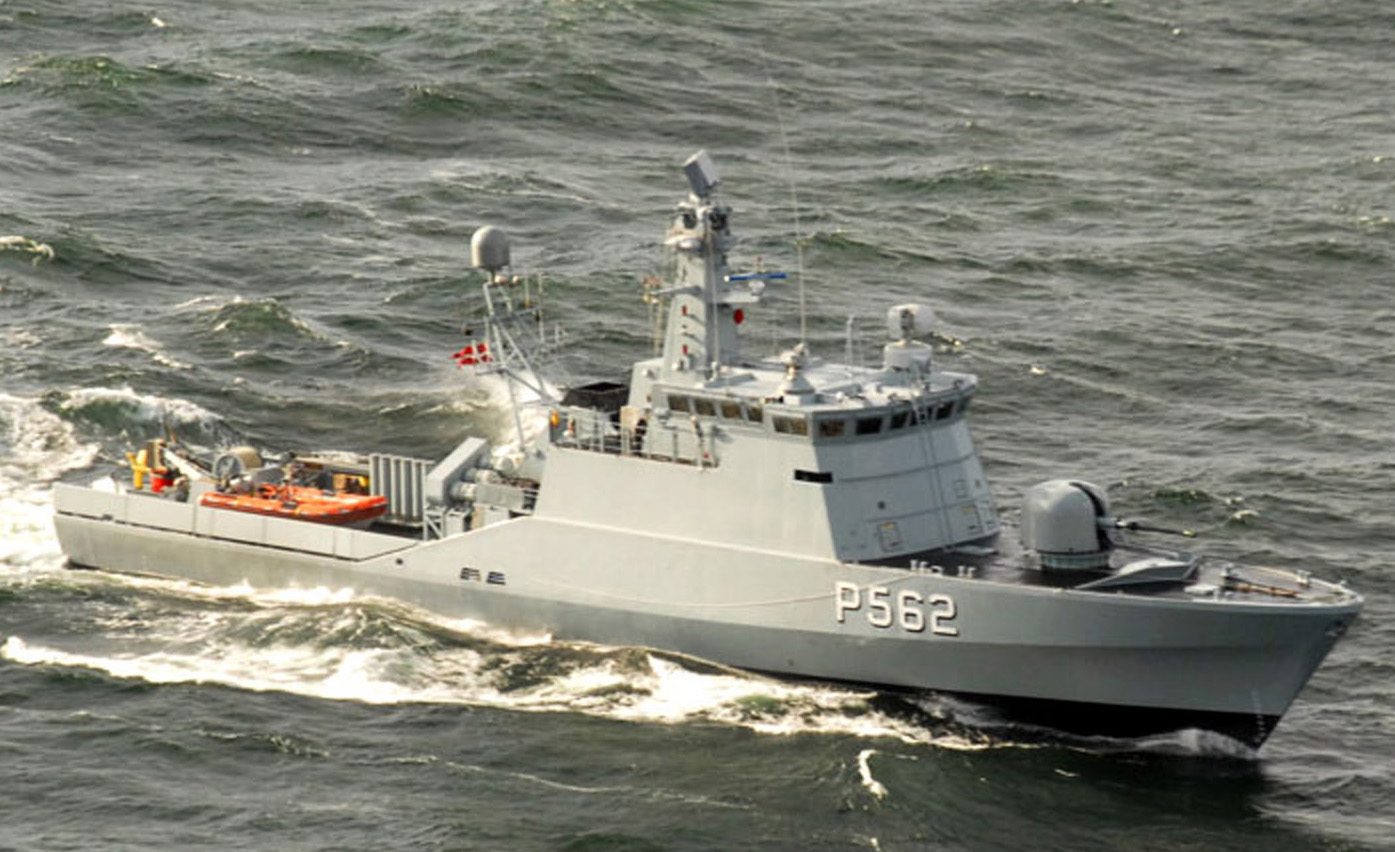
Patrullfartyg av Flyvefisken-klass.
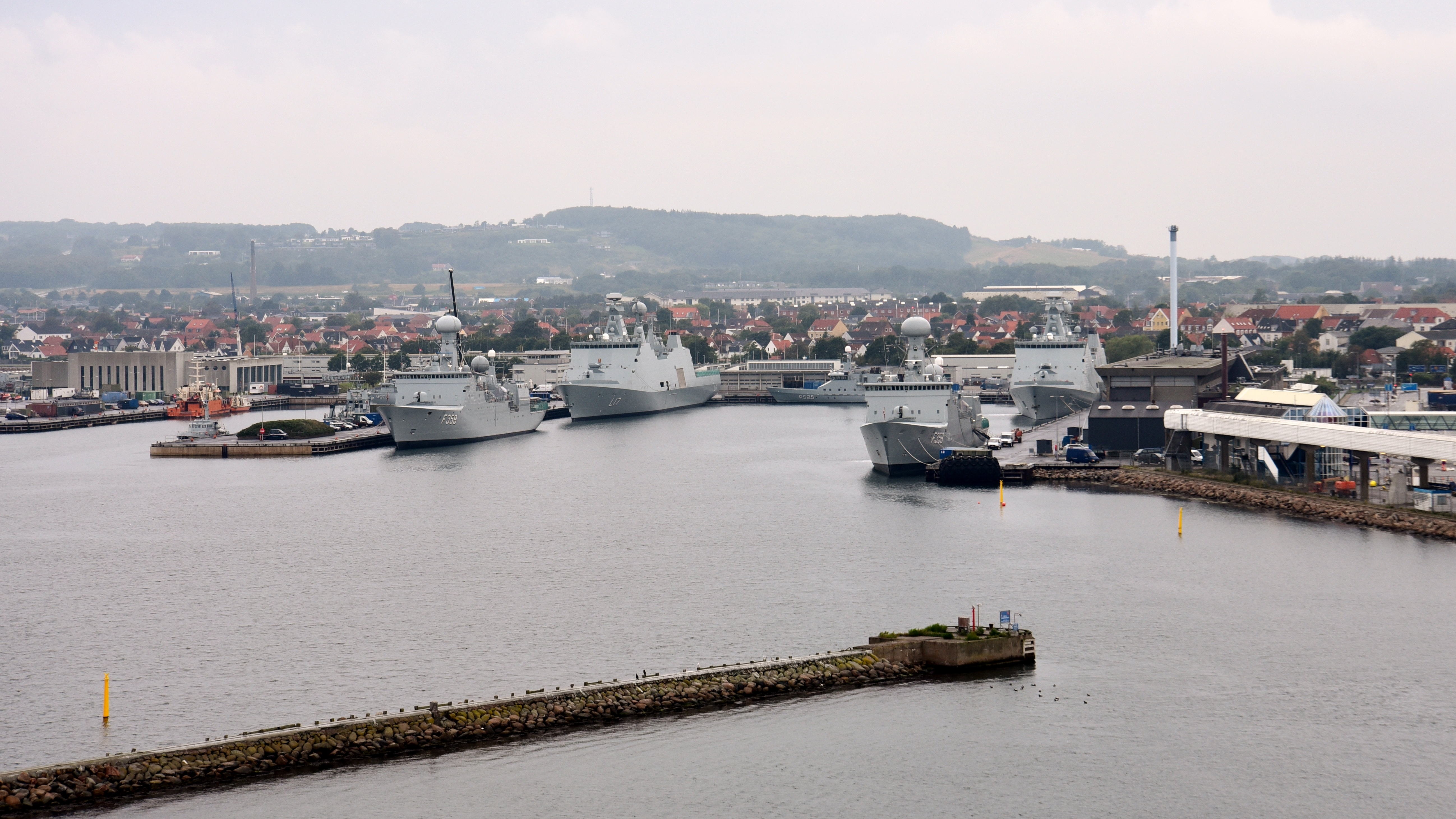
Vy från Stena Linefärja över örlogsbasen i Fredrikshamn.
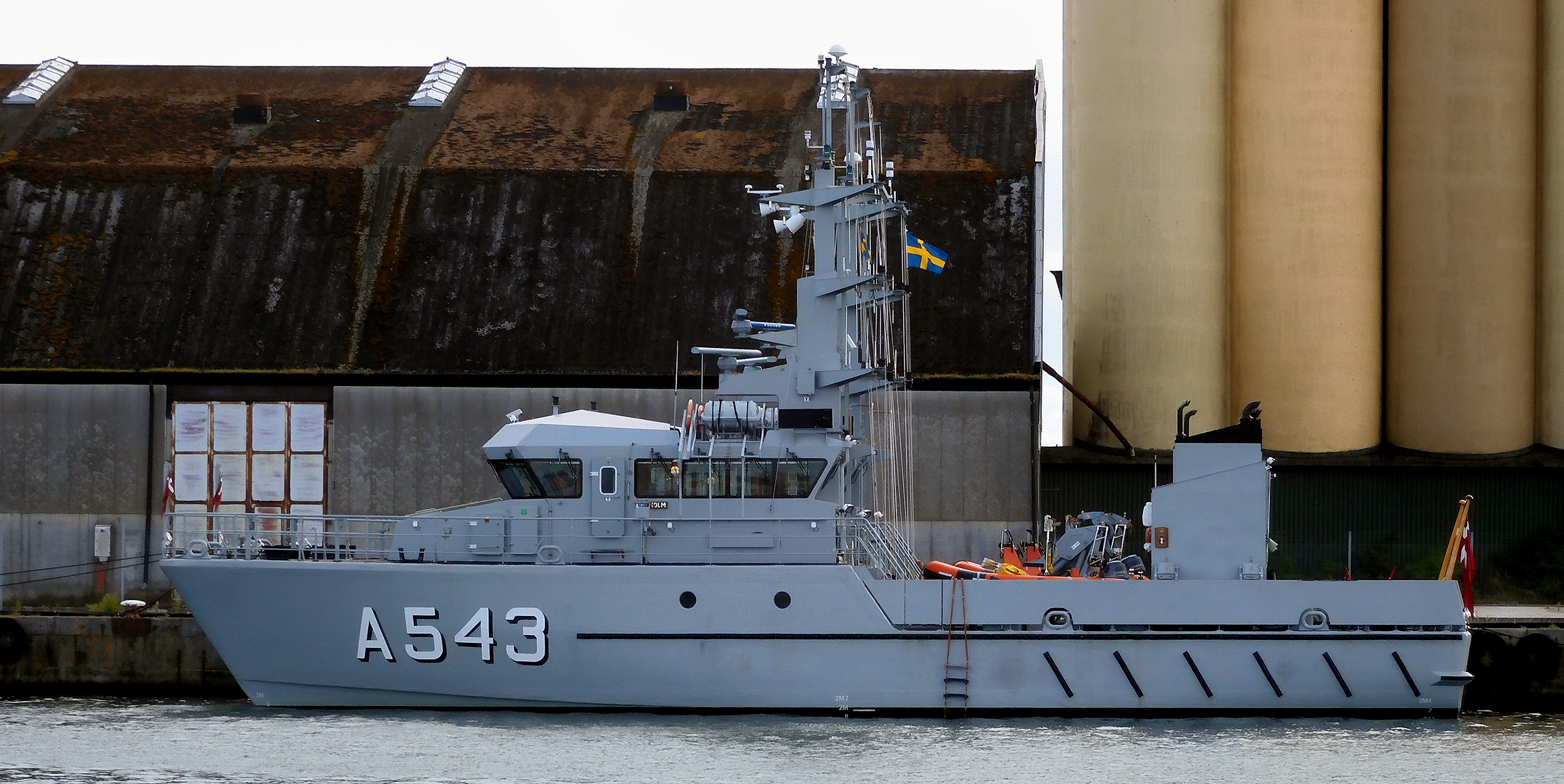
Skolfartyget A 543 Ertholm på besök i Ystad 4 augusti 2025.